# Цветы (выставочный зал, Санкт-Петербург)
Выставочный зал «Цветы» — оранжерея, расположенная в Центральном районе Санкт-Петербурга, на углу Шпалерной и Потемкинской улиц, и примыкающая к Таврическому саду.
Была задумана еще в ходе строительства Таврического дворца, которое началось в 1782 году по приказу Екатерины II. По плану архитектора и императрицы ко дворцу прилегала пальмовая оранжерея. Однако воплотить замысел в его изначальном варианте не удалось. В течение полутора столетий оранжерею многократно перестраивали. В 1936 году сюда привезена оранжерея из города Пушкина, и этот момент можно считать рождением выставочного зала «Цветы».
В 2005—2006 годах выставочный зал был закрыт на реконструкцию.
С 2006 до конца 2009 года он был постоянно открыт для посетителей. На выставке можно было не только увидеть различные цветы, в том числе экзотические, но и купить понравившиеся экземпляры. В зале постоянно устраивались выставки декоративных растений, а также дни распродаж. Выставочный зал «Цветы» являлся не только яркой достопримечательностью Санкт-Петербурга, но и излюбленным местом молодоженов из-за близости Дворца бракосочетаний на Фурштатской улице.

## Угроза исчезновения
В 2005 году был разработан проект строительства в Таврическом саду жилого комплекса из четырёх зданий, согласно которому старинное здание «Пальмовой», или Императорской, оранжереи предполагалось сохранить, но использовать не по назначению — застройщик планировал разместить здесь интернет-кафе. Проект неоднократно вызывал споры и протест общественности. Однако в ноябре 2009 года губернатор Санкт-Петербурга Валентина Матвиенко официально заявила, что оранжерея не будет ни снесена, ни перепрофилирована.

## Интересные факты
- В оранжерее снимались эпизоды более 25 кинофильмов, среди которых «Приключения Шерлока Холмса и доктора Ватсона»[3], «Мушкетеры 20 лет спустя», «Господин оформитель».